# Walentin Iwanowitsch Jeschow
Walentin Iwanowitsch Jeschow (russisch Валентин Иванович Ежов; * 21. Januar 1921 in Samara; † 8. Mai 2004 in Moskau) war ein sowjetischer Drehbuchautor, der zusammen mit Grigori Naumowitsch Tschuchrai 1961 für Die Ballade vom Soldaten für den Oscar für das beste Originaldrehbuch nominiert war. Darüber hinaus gewann er 1988 den mexikanischen Premio Ariel.

## Leben
Nach dem Schulbesuch wurde Jeschow 1940 in die Rote Armee eingezogen und leistete während des Zweiten Weltkrieges bis 1945 dort seinen Militärdienst. Nach Kriegsende absolvierte er nebeneinander ein Studium in der Drehbuch-Abteilung des Staatlichen All-Unions-Instituts für Kinematographie sowie am Moskauer Pädagogischen Instituts. 1951 wurde er Mitglied der KPdSU.
1954 verfasste Jeschow mit Wassili Iwanowitsch Solowjow sein erstes Drehbuch für einen Film, und zwar für den von Wladimir Iwanowitsch Gonschukow inszenierten Sportfilm Der Weltmeister (Чемпион мира).
Seinen größten Erfolg hatte er mit dem zusammen mit Grigori Tschuchrai verfassten Drehbuch zu Die Ballade vom Soldaten (Баллада о солдате, 1959) mit Wladimir Sergejewitsch Iwaschow, Schanna Prochorenko und Antonina Michailowna Maximowa in den Hauptrollen. Hierfür wurden er und Tschuchrai, der zugleich Regie führte, bei der Oscarverleihung 1961 für den Oscar für das beste Originaldrehbuch nominiert. Zugleich wurden beide 1961 mit dem Leninpreis ausgezeichnet.
1989 gewann Jeschow, der 1976 Volkskünstler der RSFSR wurde, zusammen mit Sergio Olhovich den mexikanischen Filmpreis Premio Ariel für das beste Drehbuch für das von Olhovich inszenierte Historiendrama Esperanza (1988) mit Dmitri Wadimowitsch Charatjan, Grigori Alexandrowitsch Ostrin und Ernest Iwanowitsch Romanow.
Jeschow verfasste bis 1993 Drehbücher zu über dreißig Filme sowie einige Bühnenwerke wie Nacht der Nachtigall (Соловьиная ночь), Aljoscha (Алеша) oder Schuß hinter den Dünen (Выстрел за барханами) und Romane. Er arbeitete unter anderem mit bekannten Regisseuren wie Boris Wassiljewitsch Barnet, Mark Semjonowitsch Donskoi, Andrzej Wajda und Andrei Sergejewitsch Michalkow-Kontschalowski zusammen. 1997 wurde ihm der Staatspreis der Russischen Föderation sowie der Verdienstorden für das Vaterland verliehen.

## Filmografie (Auswahl)
- 1954: Der Weltmeister (Чемпион мира)
- 1959: Die Ballade vom Soldaten (Баллада о солдате)
- 1961: Viel Glück, Ani (Будь счастлива, Ани)
- 1969: Ein Adelsnest (Дворянское гнездо)
- 1970: Weiße Sonne der Wüste (Белое солнце пустыни)[1][2]
- 1978: Sibiriade (Сибириада)
- 1982: Alexander der Kleine (Александр Маленький)
- 1983: Mondscheinbogen (Лунная радуга)

## Auszeichnungen
- 1989: Premio Ariel für das beste Drehbuch